# Словарь имён собственных
«Словарь имён собственных» (фр. Robert des noms propres) — роман бельгийской писательницы Амели Нотомб, опубликованный в 2002 году. Произведение представляет собой романтизированную историю жизни певицы Робер. Книга была продана в количестве более 250 тысяч копий во Франции.

## Сюжет
Беременная женщина убивает своего мужа, после чего рожает в тюрьме и совершает самоубийство. Её дочь, которую она назвала Плектрудой, удочеряет сестра женщины Клеменс. Тётя очень любит Плектруду. У девочки обнаруживаются способности к танцам, и её принимают на учёбу в одну из самых престижных балетных школ Парижа. Для Клеменс это реализация её собственной мечты стать балериной. Однако вскоре Плектруда получает серьёзную травму из-за строгой диеты, и вынуждена отказаться от мечты.
Когда Клеменс узнаёт о том, что её приёмная дочь никогда больше не сможет танцевать, то раскрывает ей правду о её происхождении. Тем не менее, история заканчивается хэппи-эндом: Плектруда обретает любовь.